# تپه میند سیلوه ۱
تپه میند سیلوه ۱ مربوط به سدهٔ ۸–۶ ه‍.ق است و در شهرستان پیرانشهر، بخش لاجان، دهستان لاهیجان غربی، روستای سیلوه واقع شده و این اثر در تاریخ ۲۵ آبان ۱۳۸۷ با شمارهٔ ثبت ۲۳۴۷۷ به‌عنوان یکی از آثار ملی ایران به ثبت رسیده‌است.